# 熊卓为之死
熊卓为之死是北京大学的医学教授熊卓为在北京大学第一医院做了一个简单的骨科手术后，因为种种原因，而最终导致她在2006年1月31日死亡的严重医疗事故。在随后的调查中，其丈夫发现，妻子的主治大夫竟然都是没有行医资格的北京大学医学部的在校学生。随后记者在北大医院内发现，没有行医资格的北医在校生坐诊现象很普遍。这次事件是在事发四年后由中央电视台《经济半小时》栏目于2009年11月3日首次披露的。

## 事件经过
北京大学第一医院心血管研究所教授，澳籍华人熊卓为，于2006年1月23日因腰腿痛，入北大医院治疗，次日进行腰椎部骨科手术。术后第七天，即1月31日，北大医院宣布因术后并发症——肺栓塞，熊卓为抢救无效死亡。
患者的丈夫王建国将北大医院告上法庭，北京市第一中级人民法院一审认为北大医院医疗过失，判医院赔偿七十五万多人民币；驳回原告的其他诉讼请求。双方不服，均表示上诉。
王建国认为，治疗过程中有不具行医资格的北大在校学生参与，属于非法行医；抢救后，病人肋骨断裂，刺破心肺，属于暴力抢救。这一论断被中国中央电视台《经济半小时》电视节目于2009年11月3日（二审前的两天）曝光后引起社会广泛关注。
随后北大医院立即发表申明，斥责中央电视台在缺乏医疗常识的情况下做了不公正的报道，损坏北大医院声誉，影响司法公正。卫生部也表态，说明实习学生实践活动不属于非法行为，表示将调查此事。
2009年11月5日北京市高级人民法院二审维持原判后，北大医院召开新闻发布会，否认非法行医，而且强调抢救阵容是医院的最强阵容。

## 争论焦点
在2009年11月3日 22:00，中国中央电视台《经济半小时》栏目播出节目《北大医学教授为何死在北大医院？》之后，北京大学第一医院与死者家属及中国中央电视台就多个问题发生了争论。

### 行医资格问题
根据中华人民共和国的法律制度，在中华人民共和国境内独立行医的人员必须持有由中华人民共和国颁发的《医师执业证书》。同时，中华人民共和国卫生部在其官方网站上提供网络查询渠道，供社会公众查询某人是否具有在中华人民共和国境内独立行医的资格，以及这一资格的取得时间。在中国中央电视台《经济半小时》栏目播出的节目《北大医学教授为何死在北大医院？》中，节目援引“在北京大学第一医院提供的与患者死亡有关的文件上签字的三人，其独立行医资格均无法通过中华人民共和国卫生部官方网站得到肯定确认”这一事实，认为北京大学第一医院有雇佣没有行医资格的人员独立行医的行为。
北京大学第一医院在第二天发表声明，声称其中一人已经通过了取得《医生执业证书》所需要的相关考试，并且得到了有中华人民共和国颁发的《医师资格证书》，而且此人只在北京大学第一医院行医，这种行为符合中华人民共和国当局的现行管理规定，这一管理规定出自中华人民共和国卫生部向中华人民共和国甘肃省卫生厅发出的一份回复性的具有法律效力的文件。同时北京大学第一医院还提供了这名医生的《行医资格证书》和《医生执业证书》的影本作为证据。基于以上事实，北京大学第一医院否认中国中央电视台的指责，但没有对其他两人作出任何说明。
其后，北京大学第一医院援引多篇媒体报道和中华人民共和国卫生部发布的具有法律效力的文件，表示在中华人民共和国的法律制度下，类似于北京大学第一医院的教学医院的学生，在已经取得《医师执业证书》者的指导下进行的，并且由已经取得《医师执业证书》者负责的医疗活动，是被中华人民共和国管理当局允许的。同时指出，北京大学第一医院的学生进行的医疗活动，全部都是在经已取得《医师执业证书》者的指导下进行的，没有独立行医的情况，类似情况不违反中华人民共和国的法律制度。
一天以后，死者丈夫王建国在自己的博客“北大医院非法行医案”上，展示了《医师资格证书》的背面图像，图像显示，每一份《医师资格证书》都会在证书上附带一份声明，声明内容包括仅持有这一证书的人员无权在中华人民共和国境内独立行医。
北京大学第一医院于2009年11月8日发表声明，称在抢救熊卓为的时候，有多名相关领域的专家在场，参与抢救。在北京大学第一医院提供的与患者死亡有关的文件上签字的人不是抢救行动的主要指挥者和负责人，只是辅助者，不属于独立行医。有关文件上只有这三人签字是由工作疏忽导致的，所表现的情况与现实不符，也不能成为指责北京大学第一医院非法行医的证据。
同时，北京大学第一医院表示，中国中央电视台中从事新闻采访活动的人员以及中华人民共和国多个机关所聘用的从事证据收集及鉴定工作的法医同样不具备相关资质，中国红十字会也长期在普通公民中大量培养非法行医志愿者，不指责这些行为而单独对北京大学第一医院的类似行为进行指责是有违公平的表现。
2009年11月10日，北京大学第一医院在其官方网站上转载了一篇独立的不具权威性的评论文章。文章指出，中华人民共和国现有的法律制度中有关在中华人民共和国境内从事医疗活动的规定具有不符合客观现实的地方，应该变通地，有选择地遵守，而不应该完全地，严格地遵守。
同日，中华人民共和国卫生部在一次例行的记者招待会上回答了有关问题，但回答内容仅仅是重复了与在中华人民共和国境内行医有关的中华人民共和国当局的现行管理规定，并没有就在北京大学第一医院提供的与患者死亡有关的文件上签字的人在中华人民共和国境内独立行医是否合法作出直接说明。
2009年11月13日，“北京大学第一医院官方博客”转载了一篇据称是一名北京大学第一医院的医生发表于自己的博客的文章，文章提及在2003年SARS在中华人民共和国境内流行期间有大量的没有《医师执业证书》的人员参与了对SARS患者的治疗活动，这一现象在当时和现在都得到了中华人民共和国境内媒体和社会公众的普遍认可，不存在任何有意义的争议。

### 病历真实性问题
在中国中央电视台《经济半小时》栏目播出的节目《北大医学教授为何死在北大医院？》中，节目援引三个受害者家属及其代理律师的言论，认为北京大学第一医院存在以推卸责任为目的，恶意修改病历实质性内容，使病历内容与事实不符的行为，并展示了部分被患者认为是经过恶意修改病历。同时，节目还指出，北京大学第一医院向患者提供的最终病历存在大量的前后矛盾的地方，应当被认为是不真实的。
对此，到2009年11月8日，北京大学第一医院第一次做出回应，表示医院修改病历以修正作别字和完善病历内容为目的，是对医生对病人病情的认识不断深化的正常结果，与推卸责任无关，其修改也不影响病历的真实性。同时表示，对修改病历性质问题的判定不属于记者的权力范围，有关问题应当由司法机关裁决。
同日，“北京大学第一医院官方博客”转载了一篇独立的不具权威性的评论文章，文章指出，修改病历是医院为减轻自身责任所采取的正常行为，是由中华人民共和国的法律制度和医院自身的管理制度所决定的。修改的对象涉及全部未被封存的病历，而非只涉及与医疗纠纷有关的病历。

### 手术必要性问题
在中国中央电视台《经济半小时》栏目播出的节目《北大医学教授为何死在北大医院？》中，节目援引了死者熊卓为的丈夫王建国及其代理律师卓小勤的言论，认为北京大学第一医院对熊卓为进行的手术没有必要，同时认为北京大学第一医院修改病历的目的之一是隐瞒患者真实病情，以便隐瞒其提出手术建议时所具有的提高医疗费用的动机。
对此，医院没有做出任何声明，但是强调手术本身是由持有《医师执业证书》的医师进行的，是符合中华人民共和国的法律制度的，而且是成功的。

### 死因问题
在中国中央电视台《经济半小时》栏目播出的节目《北大医学教授为何死在北大医院？》中，节目先后援引了一位治疗心脑血管疾病的专业医师，一位以死者病情为论据的医学论文和部分由北京大学第一医院提供给患者的病历。认为引起熊卓为死亡的原因有两点：没有及时服用抗凝药物导致血栓堵塞血管，以及粗暴的抢救手段导致的肋骨折断和部分内脏的严重受损。
对此，在2009年11月4日、2008年11月8日和2009年11月12日，北京大学第一医院三次发表声明，表示熊卓为死于手术后并发症“急性肺栓塞”，这一疾病在现在的医疗技术水平下无法保证患者存活。同时声称骨科手术后是否应该服用抗凝药物属于学术问题，现在在学术界内还没有定论，与骨科手术有关的教学材料和行医规范中也没有相关内容。记者、律师和死者家属不属于医学专家，无权评论，治疗心脑血管疾病的专业医师不属于骨科专家，无权评论。同时对于抢救手段是否粗暴的问题，医院表示肋骨断和内脏受损都是抢救过程中的正常现象，不但不能证明抢救手段粗暴，反而能够证明抢救者尽心尽力。
2009年11月8日，北京大学第一医院发表了两篇由北京大学第一医院的医师提供的的回忆性叙述，叙述指死者家属王建国没有及时接受北京大学第一医院提出的抢救方案，导致北京大学第一医院无法实施有效的抢救，造成熊卓为死亡。这两名医师据称参与了死者熊卓为的抢救过程，但没有在北京大学第一医院提供的与患者死亡有关的文件上签字。
2009年11月10日，王建国在博客“北大医院非法行医案”上转载了一篇独立的不具权威性的评论文章，文章指出是熊卓为的死亡是原因是北京大学第一医院没有及时发现病人出现手术后并发症“急性肺栓塞”，并认为北京大学第一医院在此之后的抢救行动没有意义。

### 赔偿标准和动机问题
北京大学第一医院认为死者熊卓为的疾病属于现在的医疗技术水平无法治疗的范畴，所以北京大学第一医院在这一次医疗事故纠纷中自己没有责任，不应该赔偿。
死者丈夫王建国及其代理律师卓小勤认为，北京大学第一医院在这一次医疗事故纠纷中无法证明自己没有责任，应当赔偿，且死者属于澳大利亚公民，而且其家属现在的居住地生活水平较高，生活开销较大，要求的赔偿额度超过人民币五百万元。並要求在医院内建立熊卓为塑像。
北京大学第一医院认为这一赔偿请求额度过大，具有不合理成分，而且有敲诈性质。对此，死者丈夫王建国在其后表示将以死者熊卓为的名义捐出全部赔款。
北京市第一中级人民法院一审结果为北京大学第一医院应当赔偿死者约人民币七十五万元，对此双方均表示不服，并已上诉。

### 节目播出动机问题
中国中央电视台《经济半小时》播出的节目《北大医学教授为何死在北大医院？》对北京大学第一医院的指责中，有恶意修改病例和雇佣无资格人员独立行医两项。中华人民共和国的法律制度中，一旦有一项被认定为属实，法院就可以直接指定北京大学第一医院承担全部责任，而不再讨论医院是否尽到有关责任。由于节目播出两天后，北京市高级人民法院就要开始对这一医疗纠纷进行二审，所以医院在2009年11月4日、2008年11月8日和2009年11月12日的三次声明中均表示中国中央电视台播出这期节目以干涉司法审判为目的。
在2009年11月4日北京大学第一医院发表声明后不久，中国中央电视台《经济半小时》节目组做出回应，表示他们在播出节目时不知道北京市高级人民法院对这一医疗纠纷进行二审的具体日期。但在同一天一位记者在四川表示他们受到压力。不得不在二审前2天播出。
2009年11月8日，北京大学第一医院在其官方网站上转发了一份已有多人签字的文章，文章称中国中央电视台播出这期节目是为了扰乱正常的医疗秩序，消耗北京大学第一医院医务人员的工作精力，诬蔑以北京大学第一医院为代表的品牌医院，毁坏公益医院的良好形象，破坏青年前途，诋毁北京大学第一医院的院训、历史和文化，破坏医患关系以及破坏社会和谐。
2009年11月11日，中国中央电视台《经济半小时》栏目组在一次采访过程中表示在2009年11月3日前不久已经有人获悉《北大医学教授为何死在北大医院？》这期节目的具体内容，并正在通过所有可能的手段阻止节目的播出，对此，中国中央电视台《经济半小时》栏目组为保证公众利益，不得不尽快播出，并表示在播出这期节目之前《经济半小时》栏目组的工作人员已经预想到这期节目的播出可能会给他们的个人前途带来不利影响。
2009年11月12日，北京大学第一医院在一篇声明中表示，不认为中国中央电视台《经济半小时》栏目组制作的节目会被其他人阻止播出，同时强调《经济半小时》属于财政经济类栏目，在一般情况下不应该关注医疗纠纷，据此，北京大学第一医院坚持声称节目播出时间是经过特别选择的，是以干涉司法审判为目的的。
另外，这一声明还表示这期节目是中国中央电视台的记者为了获得一个在中华人民共和国新闻界影响力极大的奖项而故意炮制的。
2009年11月13日，“北京大学第一医院官方博客”转载了一篇据称是一名北京大学第一医院的医生发表于自己的博客的文章，文章称中国中央电视台播出这期节目是为了破坏中华人民共和国的国家形象，破坏医患之间的信任，加重被认为已经存在的社会对医务人员的不公正待遇，损害患者的根本利益，阻止中华人民共和国医疗技术水平的提高以及干扰医疗卫生改革的进程。

### 新闻公平性问题
在中国中央电视台《经济半小时》栏目播出的节目《北大医学教授为何死在北大医院？》中，节目表示北京大学第一医院多次拒绝中国中央电视台记者的采访请求，也没有播出北京大学第一医院对此事的正面回应。同时，节目播出了大量的患者及其代理律师对此事的观点。
节目播出后，有大量的媒体对此发表评论，认为这期节目只播出了患者家属及其代理律师对此事的观点，没有播出北京大学第一医院对此事的观点，也没有播出其他的中华人民共和国医疗卫生系统工作人员和其他的医学专业人员对此事的观点，造成节目本身失去公平性，并导致节目对大量的医学专业问题缺乏科学表述，但这些评论本身也没有提出在北京大学第一医院拒绝中国中央电视台采访请求的情况下如何获得北京大学第一医院对此事的观点。
其中，《南方周末》在2009年11月5日发表的一篇评论认为，中国中央电视台可以采取其他方法，诸如直接联系涉案医师，联系院方的代理律师，查阅北京市第一中级人民法院对此事进行一审时的档案等获得北京大学第一医院对此事的观点，但没有证明这些方法的可行性及有效性。
2009年11月10日，中华人民共和国卫生部举行例行新闻记者招待会，由于在发布会上有记者问及这一事件，卫生部新闻发言人毛群安承认中华人民共和国卫生部在此事上没有与中国中央电视台及时沟通，导致中国中央电视台作出了不利于北京大学第一医院的报道，并对此低级错误“表示遗憾”。但是，在同一场新闻记者招待会上，毛群安又表示中国中央电视台不应该在没有与中华人民共和国卫生部沟通的情况下擅自报道医疗纠纷，并指责这种行为引起了公众对医疗系统的不信任。
2009年11月11日，中国中央电视台《经济半小时》栏目组在一次采访过程中表示他们曾经采访了许多医学领域的专家以及其他教学医院毕业的医学生，但对这些人的所有采访结果均被禁止播出。
2009年11月12日，北京大学第一医院发表声明，声明指2009年10月29日北京大学第一医院的工作人员已经与中国中央电视台的记者就采访问题进行了接洽，北京大学第一医院院长拒绝接受采访是因为工作繁忙，同时认为中国中央电视台的记者没有对其他人员提出明确的采访请求，但也没有表示北京大学第一医院是否主动向中国中央电视台提供过可以被采访的有关人员的信息。
另外，在这份声明中，北京大学第一医院指责中国中央电视台的记者没有良知，并将其作为拒绝采访的主要理由之一。

### 采访方式问题
在中国中央电视台《经济半小时》栏目播出的节目《北大医学教授为何死在北大医院？》中，节目提供了两段在北京大学第一医院内由微型摄像机拍摄的画面，并作为证明采访结果的重要依据（对访问对象脸部也未加马赛克，对被采访者造成极大的伤害）。对此，在2009年11月4日和2009年11月8日，北京大学第一医院发表的两篇声明都认为这种方法有违中国社会的道德规范，属于不应当采用的手段。
在2009年11月4日北京大学第一医院的第一份声明发表后不久，中国中央电视台《经济半小时》栏目组作出回应，回应内容强调播出内容属实，但没有对是用针孔摄像机进行拍摄而且对采访者脸部未加马赛克这种方法做出任何评论。

### 医院管理责任问题
在中国中央电视台《经济半小时》栏目播出的节目《北大医学教授为何死在北大医院？》中，节目提供了一段由微型摄像机拍摄的画面，这段画面的内容显示在北京大学第一医院，有一些没有取得《医师执业证书》的人员可以在无人指导的情况下独立开具处方，而且经这些人书写的处方在没有经过持有《医师执业证书》者确认的情况下可以在北京大学第一医院的药房内拿取相应药品。节目据此表示北京大学第一医院管理混乱，无法满足开展医疗活动的需要。
在节目播出的第二天，北京大学第一医院就作出声明，声称没有取得《医师执业证书》的人员在无人指导的情况下独立开具处方的行为属于相关人员的“个人行为”，与北京大学第一医院无关，也不应该作为北京大学第一医院管理混乱的证据。同时，声明表示，医院已经对在节目中被拍摄到的独立开具处方的无资格人员进行了批评教育。
对此，中国中央电视台《经济半小时》栏目组很快作出回应，回应表示凭借这些没有资格的人员独立开具的处方依然可以在北京大学第一医院的药房内拿取相应药品，并认为这一现象无法用单纯的“个人问题”解释。
在2009年11月8日北京大学第一医院作出的一份声明中，北京大学第一医院称“没有取得《医师执业证书》的人员可以在无人指导的情况下独立开具处方”是由中华人民共和国现有的法律制度不健全导致的，与医院本身无关，同时认为节目详细曝光有关人员的姓名和相貌（脸部未加马赛克）对这些人造成极大的伤害，是一种有违中国社会社会习惯的行为。
2009年11月12日北京大学第一医院的另一份声明同样提到中国中央电视台《经济半小时》栏目播出的节目《北大医学教授为何死在北大医院？》对有关人员的姓名和相貌进行曝光是有违中国社会社会习惯的行为，但没有对北京大学第一医院自身的管理状况作出任何说明。

## 舆论
对事件的反应分为两极：一极认为医院草菅人命，非法行医，情节严重，属于刑事案件；另一极认为医院已尽心尽力，肺栓塞和肋骨断裂都是治疗和抢救过程中的正常现象，央视不负责任地报道，王建国借此事炒作，索要五百万赔偿，用心不良。
但是，公众对于一些事情已经取得了共识，比如生命应当受到尊重，中华人民共和国现有的法律制度有待完善，医患关系紧张导致患者对医生无法信任，北京大学第一医院自身管理混乱导致责任不明，北京大学第一医院对公众长期的不友好态度不利于患者维护自身权益，媒体应当尽到监督职责以及媒体报道不应受到干涉等。